# Romeo (film)
Romeo is een Nederlandse film uit 1990 van Rita Horst, met in de hoofdrollen Monique van de Ven en Johan Leysen. 
Het scenario van de film is geschreven door Rita Horst die zich baseerde op gebeurtenissen die haarzelf en haar man Johan Leysen zijn overkomen. De film heeft als alternatieve titel O Romeo. Romeo kreeg goede kritieken. In totaal kwamen 87.608 bezoekers de film in de bioscoop zien.

## Verhaal
Tekenares Anne Herden woont samen met acteur Matthijs. Inmiddels is Anne bijna zeven maanden zwanger en ze verheugt zich op de geboorte van haar kindje. Langzaamaan begint Anne zich echter zorgen te maken als blijkt dat haar buik nauwelijks meer groeit. Een echoscopie wijst uit dat haar kindje versteende nieren heeft en niet levensvatbaar is. Het zal overlijden tijdens de geboorte of vlak daarna. Voor Anne en Matthijs komt de uitslag van het onderzoek keihard aan. Zeker,  omdat ze worden geconfronteerd met een afgrijselijk dilemma. Laten ze het kind op natuurlijke wijze geboren worden of laten ze de geboorte opwekken. Bij de eerste optie moet Anne nog twee maanden haar vrijwel dode kind meedragen. De gynaecoloog adviseert de geboorte te laten opwekken en Anne en Matthijs besluiten dit advies op te volgen. Het kindje komt onvolgroeid ter wereld en overlijdt. De zuster weet Anne te overtuigen om afscheid te nemen van het dode kindje. Ze noemt het kind, een jongetje, Romeo en houdt het in haar armen. Als Anne en Matthijs weer thuis zijn, begint voor Anne de lijdensweg pas goed. Ze kan de dood van Romeo niet plaatsen en blijft erover praten. Vrienden en kennissen krijgen foto's van de dode baby te zien, maar niemand weet de juiste toon te vinden om haar te troosten. De toestand van Anne begint Matthijs te irriteren. Hij wil verder met hun leven en probeert Anne op te vrolijken. Maar die ziet dat als verraad aan Romeo en ze verwijt Matthijs dat hij koud en liefdeloos is. Het duurt niet lang voordat Anne en Matthijs van elkaar gaan vervreemden. Anne verzinkt in apathie en Matthijs probeert alles te vergeten door zich op zijn werk te storten. Als Anne het kerkhof bezoekt en op een bankje zit te rouwen, komt er een oude man naast haar zitten. Hij vertelt aan Anne dat hij nog altijd het graf van zijn vroeg gestorven zoon bezoekt en met de jongen praat. Hij bekijkt de foto's van Romeo en zegt dat het een lief mannetje is. Anne barst in snikken uit. Voor het eerst begrijpt iemand dat ze de moeder van een zoon is en niet alleen een vrouw met een dood kindje. Ze bedankt de oude man en breekt los uit haar apathie. Als ze later met Matthijs over haar gevoelens praat, ontdooit hij ook en ziet in dat hij zo bezig was met het verdringen van zijn eigen verdriet dat hij er niet was voor Anne. 

## Rolverdeling
| Acteur                 | Personage        |
| ---------------------- | ---------------- |
| Monique van de Ven     | Anne Herden      |
| Johan Leysen           | Matthijs         |
| Ottolien Boeschoten    | Nel              |
| Peter Bolhuis          | Chiel            |
| Hans Croiset           | Arts             |
| Peter De Wijn          | Oude man op bank |
| Coby Timp              | Moeder van Anne  |
| Bob van den Berg       | Vader van Anne   |
| Pim Lambeau            | Vrouw met hond   |
| Mouna Goeman Borgesius | Verpleegster     |
| Theo de Groot          | Co-assistent     |
| Nettie Blanken         | Arts             |
| Judy Doorman           | vriendin         |
| Elja Pelgrom           | vriend           |
| Arjan Kindermans       | Frank            |

## Achtergrond
De film is opgedragen aan Jef. Dit was de naam van het dood geboren kind van regisseur Rita Horst en acteur Johan Leysen. Rita Horst zette haar ervaringen om in een filmscenario, dit was haar therapie om het verlies van haar zoon te kunnen verwerken. In 1990 maakte ze er met Johan Leysen en Monique van de Ven een film van. In een interview met het TV Magazine van de VARA zei Monique van de Ven in 2006 dat ze beslist de film wilde maken toen ze het scenario van Horst las. Toen ze in december 1993 haar eigen zoon van anderhalf verloor, besloot ze nooit meer een film te maken met eenzelfde thema. De overeenkomst tussen haar rol in Romeo en haar tragedie in 1993 was zo hevig dat ze even twijfelde of haar filmleven niet parallel begon te lopen met haar eigen leven.

## Productie
Romeo was een productie van Horizon Filmproductions in samenwerking met de NOS. De Stichting Coproductiefonds betaalde mee, terwijl ook het Fonds voor de Nederlandse Film een financiële bijdrage gaf. In de film zit een fragment van de film Monument voor een gorilla. Dit fragment werd ter beschikking gesteld door regisseur Bert Haanstra.

## Muziek
"Wiegenlied" (Berceuse) van Richard Strauss, uitgevoerd door Jessye Norman met het Gewandhausorchester Leipzig, onder leiding van Kurt Masur. Piano: Gerard Bouwhuis

## Prijzen
- Gouden Kalf 1990 - Beste Actrice (Monique van de Ven)
- Prijs van de Nederlandse Filmkritiek 1990